# Kloster Elchingen
Das Kloster Elchingen (auch Kloster Oberelchingen) ist eine ehemalige Benediktiner-Abtei in Oberelchingen in der Diözese Augsburg. Es ist der Heiligen Maria sowie St. Peter und Paul geweiht. Von 1921 bis 2009 war es von Oblaten der Makellosen Jungfrau Maria besiedelt.

## Klostergeschichte

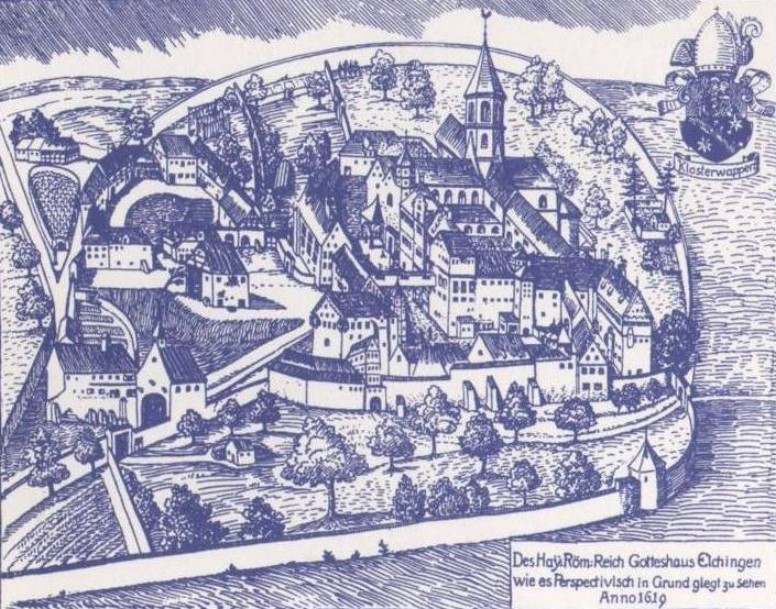
Die Abtei Elchingen anno 1617 (mittelalterlicher Baubestand)

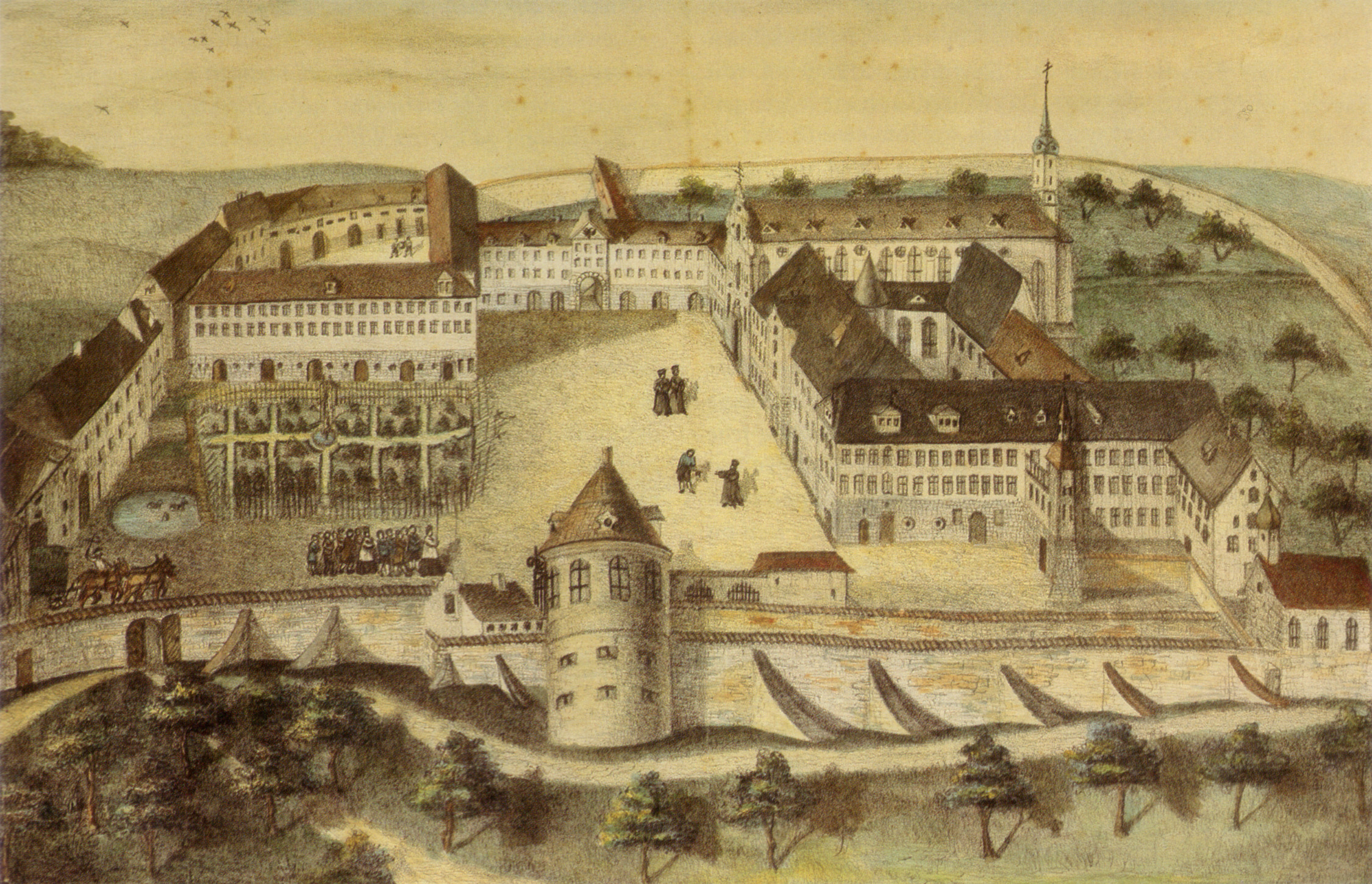
Reichsabtei Elchingen, 18. Jahrhundert (barockisierte Klosteranlage)

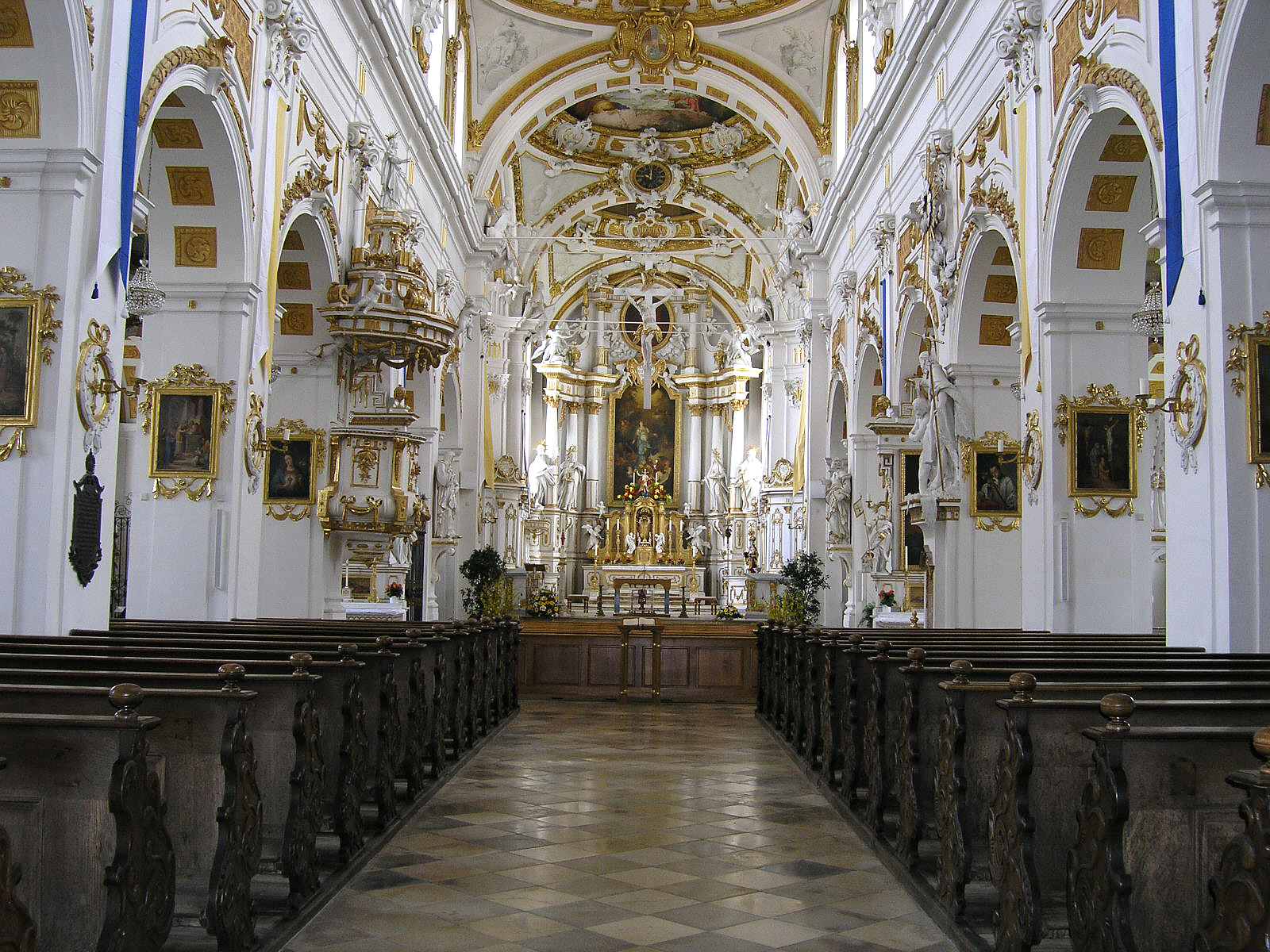
Der Innenraum der Klosterkirche

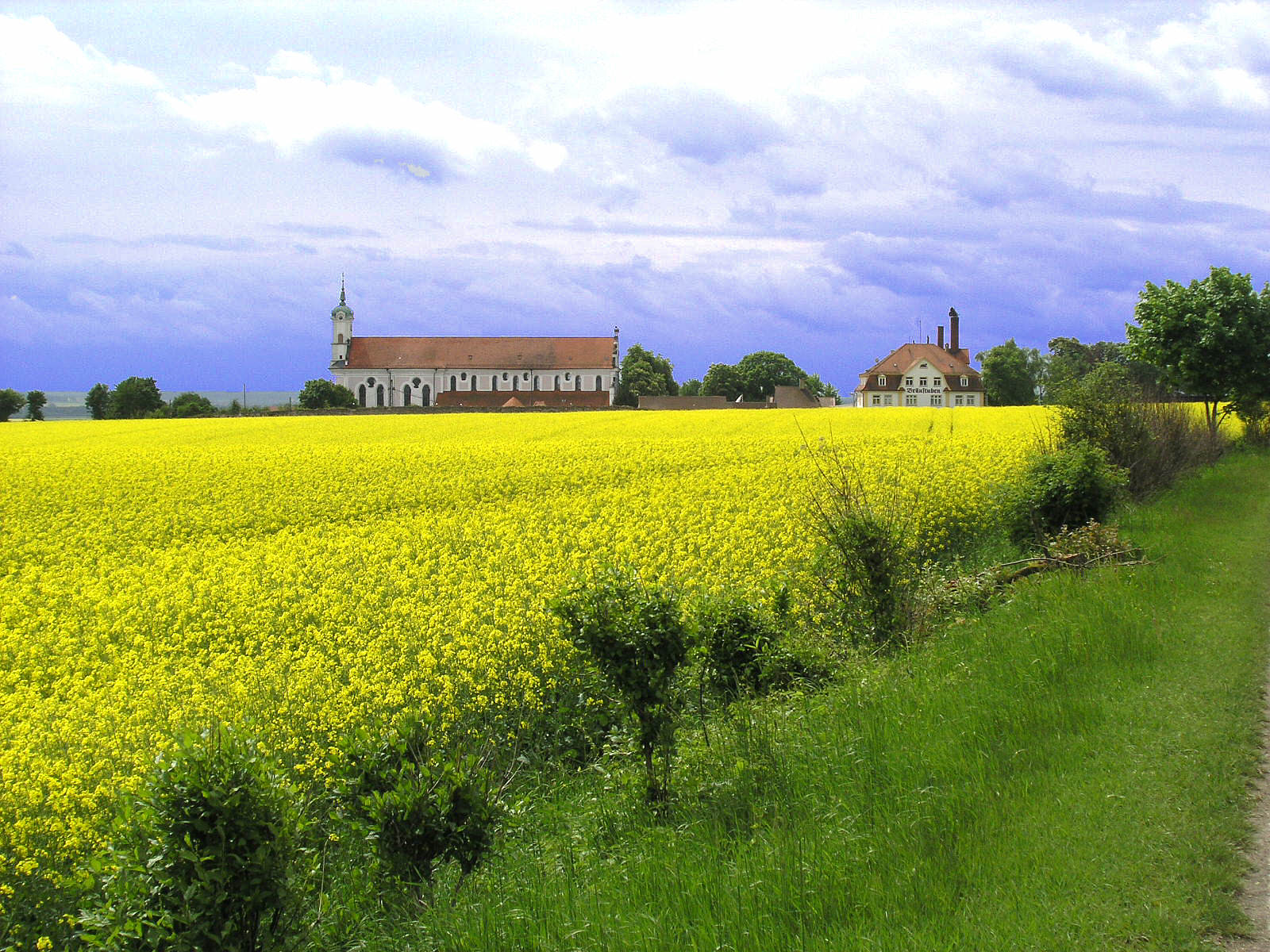
Schlachtfeld von Elchingen nördlich der Klosterkirche heute

Gegründet wurde das Kloster vor 1120 im Tal nahe der Donau von Adalbert Graf von Ravenstein (bei Steinenkirch im Landkreis Göppingen) und von Elchingen († um 1121) und seiner Gemahlin Berta von Boll.
Nach einem Brand erfolgte eine Neugründung des Monasteriums auf dem Berg innerhalb einer mittelalterlichen Burganlage am heutigen Standort. Die Stifter der Neugründung waren Markgraf Konrad von Meißen und dessen Frau Luitgart (* um 1104; † um 1145), die Tochter der Erststifter Berta und Adalbert. Eine Stiftungsurkunde existiert nicht mehr. Als Weihedatum ist der 15. August 1128, an anderer Stelle das Jahr 1142 genannt. Jedenfalls unterstellten Konrad und Luitgard mit einer Urkunde vom 26. Februar 1142 das Kloster Elchingen dem Papst.
Die Abteikirche, eine romanische nach Hirsauer Vorbild errichtete dreischiffige Pfeilerbasilika von 60 Metern Länge, blieb trotz Bränden (1146) und baulichen Änderungen in ihrem ursprünglichen Kern erhalten. Fast das gesamte Mauerwerk stammt noch aus der Gründerzeit. Auch der erste Mönchskonvent dürfte aus Hirsau gekommen sein.
Am 24. September 1150 tauschte das Kloster St. Blasien Güter zu Aralingen und Siggingen (gemeint sind Kirchdorf AG, Nussbaumen AG und Baden AG), mit Besitzungen des Klosters St. Blasien im Gebiet bei Elchingen: Ochsenbrunnen, Balheim, Diepertshofen und Libiu. Gefertigt wurde die Urkunde in Nawen, Langenau im Beisein König Konrads III. als Vogt des Klosters Elchingen.
Eine Analyse von Skeletten, die im 13./14. Jahrhundert westlich der Klosterkirche bestattet wurden weist darauf hin, dass die Benediktiner in dieser Zeit im Kloster Elchingen Armenfürsorge betrieben. Die Skelette zeigen überdurchschnittlich häufig Spuren von schweren Traumata und Krankheitsbildern.
Unter dem Einfluss der Melker Klosterreform erlangte die Benediktinerabtei Elchingen im Spätmittelalter eine Blüte, nachdem sie durch Mönche der Abtei Wiblingen vor 1430 reformiert worden war.
Im Spätmittelalter führte ein langwieriger Streit zwischen der Reichsstadt Ulm, die, nachdem ihr die Helfensteiner die Klostervogtei veräußert hatten, Bestrebungen zur Mediatisierung zeigte, und dem Kloster schließlich ab 1485 dazu, dass Elchingen die Reichsunmittelbarkeit erlangte und der Abt als Reichsprälat im Reichstag des Heiligen Römischen Reichs vertreten war. Seither gehörte Elchingen als Reichsabtei der Schwäbischen Prälatenbank des Reichstages an, wo es den zweiten Rang einnahm. Dennoch hatte die freie Reichsstadt Ulm ein Aufsichtsrecht über das Kloster und die Gerichtsbarkeit in den zum Kloster gehörenden Dörfern. Als Ulm zum protestantischen Glauben übertrat, ließ es das Kloster und seine Besitzungen aber weitgehend unbehelligt bzw. das Kloster trotzte den Einflüssen der Reformation. Abt Andreas Dirrlin (1541–1547) erlangte als erster Elchinger Klostervorsteher die Pontifikalien.
Verwüstungen waren sowohl im Schmalkaldischen Krieg von 1546, im Markgrafenkrieg von 1552 als auch im Dreißigjährigen Krieg zu beklagen. Seit 1644 gibt es die Wallfahrt zu der im linken Seitenflügel der Klosterkirche stehenden Gnadenmutter Maria von den sieben Schmerzen, die im 17. und 18. Jahrhundert überregionale Bedeutung hatte.
Die Konventsgebäude errichtete der Baumeister Christian Wiedemann, der auch die Abteigebäude des Klosters Wiblingen erbaute.
Von der alten romanischen Abteikirche St. Peter und Paul aus dem Jahr 1142 wurde bei einem Brand 1773 der östliche Teil ein Raub der Flammen, zudem stürzte der Turm ein. Der Wiederaufbau der Kirche 1773 bis 1784 unter Abt Robert I. Kolb fiel in die Zeit, als sich der Baustil änderte. So ist der Chor im Stil des Rokoko das Langhaus dagegen frühklassizistisch (Louis XVI.-Stil) ausgestaltet. Der Baumeister war Joseph Dossenberger, Johann Michael Fischer gestaltete die Altäre und die Skulpturen, Januarius Zick malte das Altarbild und die Deckenfresken.
Die Doppeltürme konnten nicht mehr vollendet werden, da die Reichsabtei und das Benediktinerkloster 1802 im Zuge der Säkularisation aufgelöst wurde und an Bayern kam. Bis 1840 wurde fast die gesamte Klosteranlage abgebrochen. Außer der Kirche stehen heute nur noch die Klostermauer und das Westtor (Martinstor).
Am 14. Oktober 1805 fand auf den Feldern unmittelbar nördlich der Klosteranlage die Schlacht von Elchingen statt, bei der im Rahmen des Dritten Koalitionskrieges die Armeen Frankreichs und Österreichs aufeinandertrafen. Sie war das größte Gefecht der Schlacht von Ulm, welche den Koalitionskrieg praktisch zugunsten Napoleons entschied. Am Abend dieses Tages nahm Napoleon in den Gebäuden des Klosters Elchingen Quartier.
1921 ließen sich auf dem Gelände Oblaten der Makellosen Jungfrau Maria nieder. Wegen Nachwuchsmangels wurde das Kloster 2006 an die polnische Oblatenprovinz übergeben.

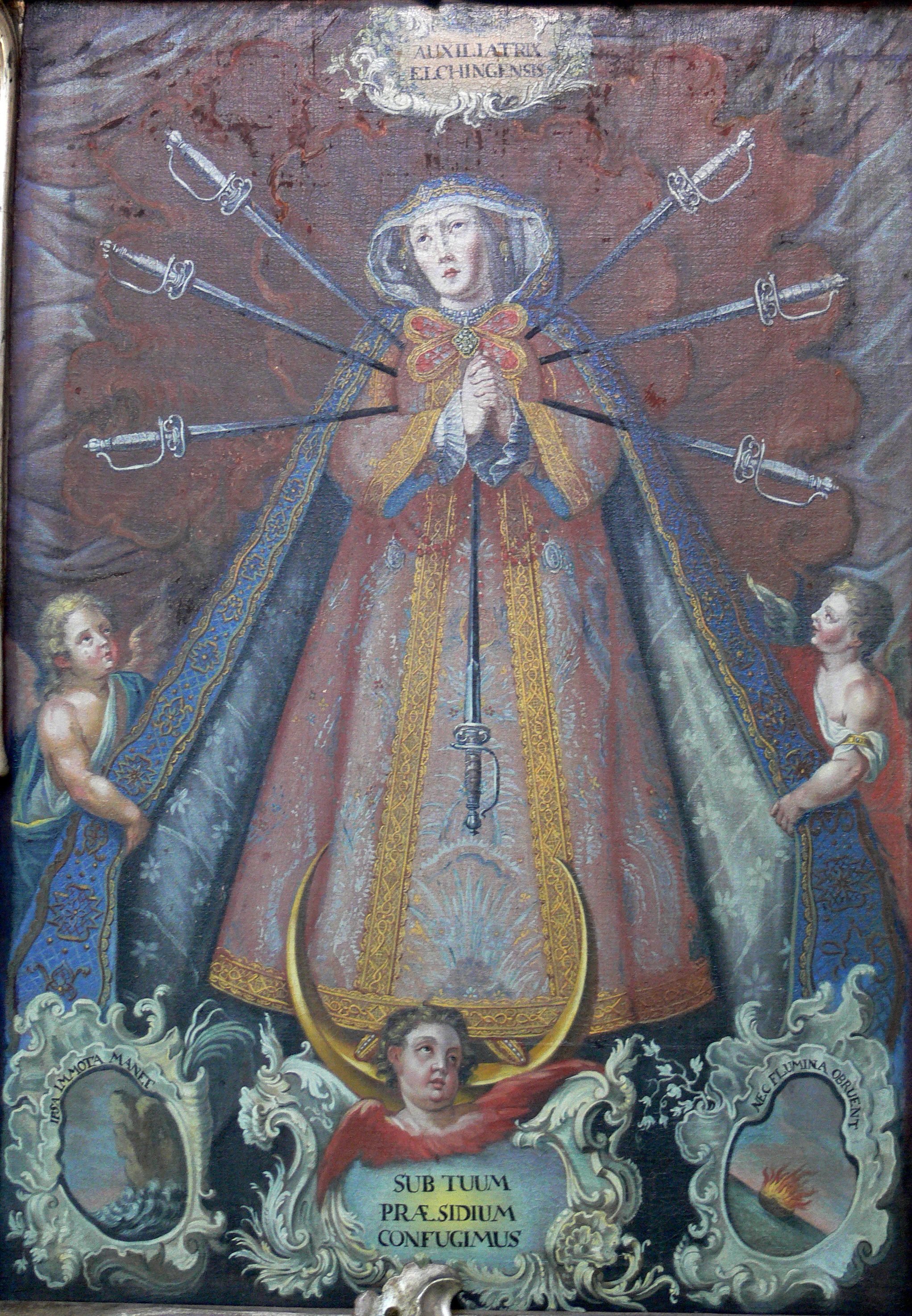
Gnadenbild von Oberelchingen (Auxiliatrix Elchingensis) (Kopie der Marienkapelle im Liebfrauenmünster Wolframs-Eschenbach)

## Reichsabtei Elchingen

### Geschichte
siehe oben den Abschnitt Klostergeschichte und rechts die Angaben im Kasten Reichsabtei Elchingen.

### Administrative Einteilung
Die Administrative Einteilung des Territoriums der Reichsabtei Elchingen bis zu seiner Auflösung aufgrund des Reichsdeputationshauptschlusses vom 25. Februar 1803 war wie folgt:

### I. Oberamt Elchingen
1. Kloster Elchingen, mit Dorf Oberelchingen
2. Pfarrdorf Thalfingen

### II. Pflegamt Fahlheim
1. Dorf Unterfahlheim
2. Pfarrdorf Fahlheim (Oberfahlheim)
3. Pfarrdorf Straß
4. Dorf Nersingen
5. Antheil am Dorf Leibi
6. Hof Glassenhardt

### III. Pflegamt Stoffenried
1. Pfarrdorf Stoffenried
2. Dorf Hausen
3. Die Riedmühle
4. Dorf Baldertshofen
5. 3 Sölden in Ettlishofen
6. Anteil am Dorf Schneckenhofen

### IV. Pflegamt Tomerdingen
1. Pfarrdorf Tomerdingen
2. Pfarrdorf Westerstetten
3. Pfarrdorf Dornstadt
4. Weiler Vorderdenkental
5. Weiler Hinterdenkental
6. Der Birkhof bei Westerstetten

## Liste der Äbte und Reichsäbte

### Äbte
- Andreas von Aichaim (1128–1138)
- Wilhelm (1138–1150)
- Hermann aus Zwyfalten (1150–1180)
- Adalbert aus Ursperg (1180–1215)
- Berthold (1215–1240)
- Heinrich (1240–?)

... (Lücke) ...
- Konrad I. von Roth (1326–1340)
- Hildebrand (1340–1360)
- Konrad II. Klotzer (1360–1385)
- Ulrich von Liechtenstein (1386–1424)
- Marx von Roth (1424–1426)
- Jakob Gossolt (1426–1431)
- Friedrich Zwirner (1431–1461, † 1465)

### Reichsäbte
- Paul I. Kast (1461–1498)
- Johann I. Kirchlin (1498–1519, † 1521)
- Hieronymus Herzog (1519–1541)
- Andreas II. Dirlin (Dirrlin) (1541–1547), 1. infulierter Abt
- Thomas I. Clauß (1547)
- Sylvester Gottfried (1547–1553, † 1573)
- Leonhard Mayer (1553–1555)
- Sebastian Eberlin (1555–1565, † 1570)
- Erhard Wassermann (1564–1581)
- Gallus Keppeler (1581–1602)
- Thomas II. Holl (1602–1619)
- Johann II. Spegelin (1620–1638)
- Johann III. Treu (1639–1657, † 1662)
- Anselm Bauser (1657–1685)
- Meinrad Hummel (1685–1706)
- Cölestin Riederer (1706–1740)
- Amandus Schindele (1740–1763, † 1764)
- Gregor Pfeifer (1763–1766)
- Robert I. Kolb (1766–1793)
- Paul II. Gröbl (1793–1801)
- Robert II. Plerch (1801–1803, † 1810)

## Persönlichkeiten
- Der schwäbische Barockkomponist Sixtus Bachmann war 1766–1771 Schüler des Klosters Elchingen. Er trat später in den Orden der Prämonstratenser ins Kloster Marchtal ein.